# Centro Cultural Palace
El Centro Cultural Palace es la reconstrucción de un edificio del siglo XIX ubicado en la ciudad-puerto de Coquimbo, destinado actualmente a fines culturales.

## Historia

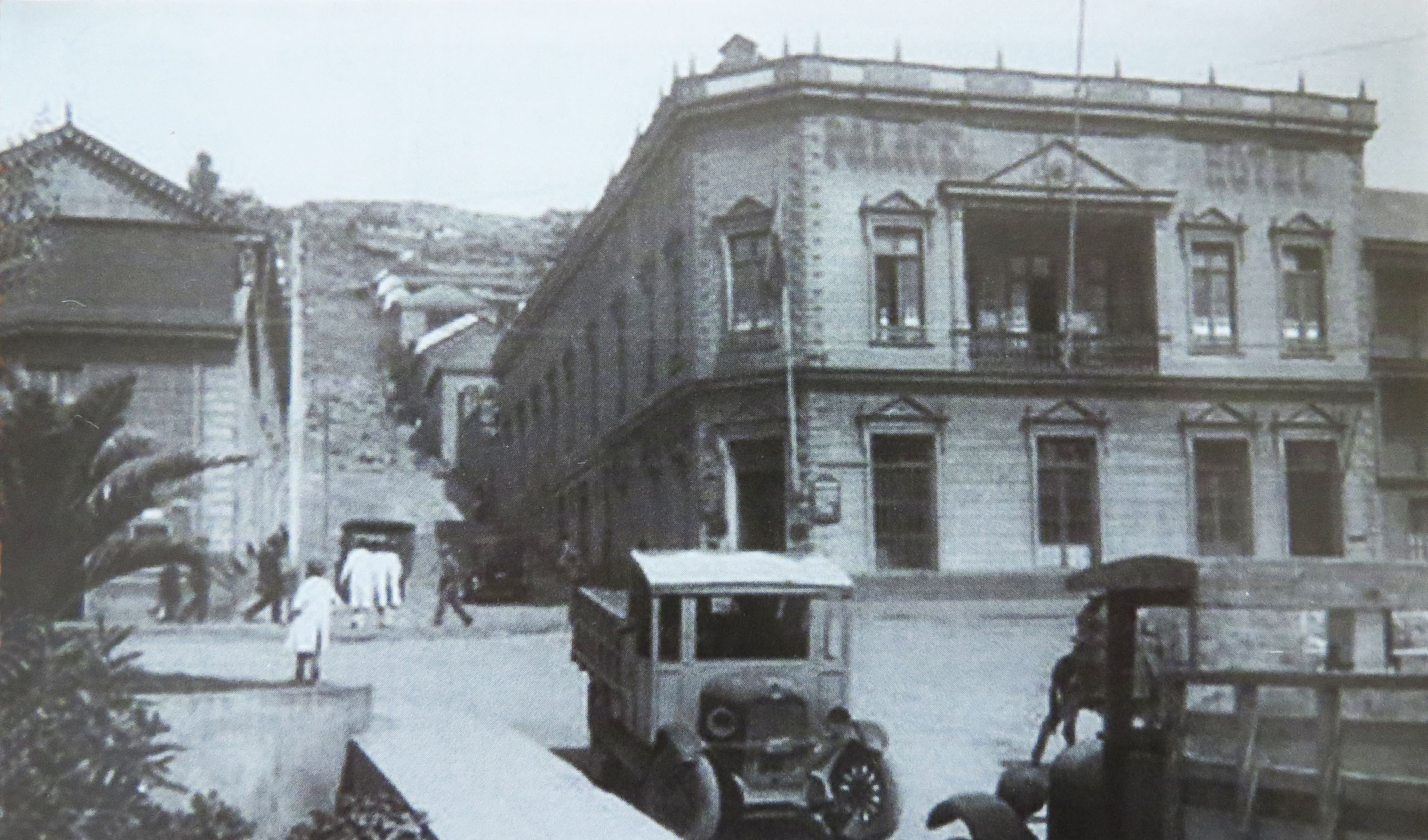
"Palace Hotel" a inicios del.

El edificio original data del año 1892, fiel a la arquitectura del auge portuario a fines del siglo XIX y construido originalmente con adobe y tabiquería. Primeramente fue destinado para albergar las actividades comerciales de la Compañía Inglesa de Vapores. En el año 1914 pasó a manos de la familia escocesa Chesnney Cosgrove, para posteriormente transformarse en las oficinas de la Pacific Steam Navigation Company.
En 1917 se instaló en la esquina de Argandoña con Aldunate el «Hotel Palace», luego que el 27 de febrero del mismo año el «Palace Hotel» —imponente edificio de 4 pisos que se encontraba en la esquina de Argandoña con Melgarejo— resultó completamente destruido en un incendio. Anteriormente en el mismo sitio del "Palace Hotel" existió otro hotel llamado primeramente "Royal" y luego "de France"; este edificio también había sido destruido en un incendio en 1909. El «Hotel Palace» en su nueva ubicación definitiva fue inaugurado el 28 de julio de ese mismo año.
A fines del siglo XX debido a la falta de conservación, solo se mantenían en pie algunos muros de la fachada del primer piso. En el interior del recinto funcionaba un centro y feria artesanal llamado Mynka Kamana.
En 2001, bajo la administración del alcalde Pedro Velásquez fueron demolidos los restos del edificio y luego se reconstruyó completamente en hormigón armado recreando la fachada del edificio original, denominándose "Centro Cultural Palace". Las obras, que comenzaron en mayo de 2010, fueron inauguradas el 30 de enero de 2017. La iniciativa fue parte del Programa Legado Bicentenario y contempló la construcción de 1800 m² edificados en 3 niveles los que se conectan por un patio central abierto. Los trabajos consideraron una inversión de 1600 millones de pesos chilenos.

## Dependencias
Este centro cultural de 1777 m² alberga las siguientes dependencias:
- Salas de exposiciones.
- Sala multiuso.
- Sala de Artes Escénicas.
- Salas de Ensayo de Danza.
- Estudio de Grabación.
- Café Interior.
- Plaza Comunitaria.